# Okko
Okko ist ein männlicher, germanischer und vor allem im friesischen Kulturraum vorkommender Vorname.
Der Name ist eine friesische Koseform von Namen, die mit althochdeutsch ot „Besitz, Reichtum, Erbe“ beginnen. Die sinngemäße Bedeutung des Vornamens Okko ist „der (reiche) Erbe“. Zu diesem Vornamen existieren noch folgende weitere Varianten: Okke, Ocko, Oke, zudem als weibliche Variante Oka.

## Namensträger

### Ocko
- Ocko I. tom Brok (um 1345–1391), ostfriesischer Häuptling
- Ocko II. tom Brok (1407–1435), ostfriesischer Häuptling

### Okko
- Okko Behrends (* 1939), deutscher Rechtshistoriker
- Okko Bekker (* 1947), niederländischer Schauspieler und Musiker
- Okko Herlyn (* 1946), deutscher Theologe und Kleinkünstler
- Okko Kamu (* 1946), finnischer Dirigent